# VMI

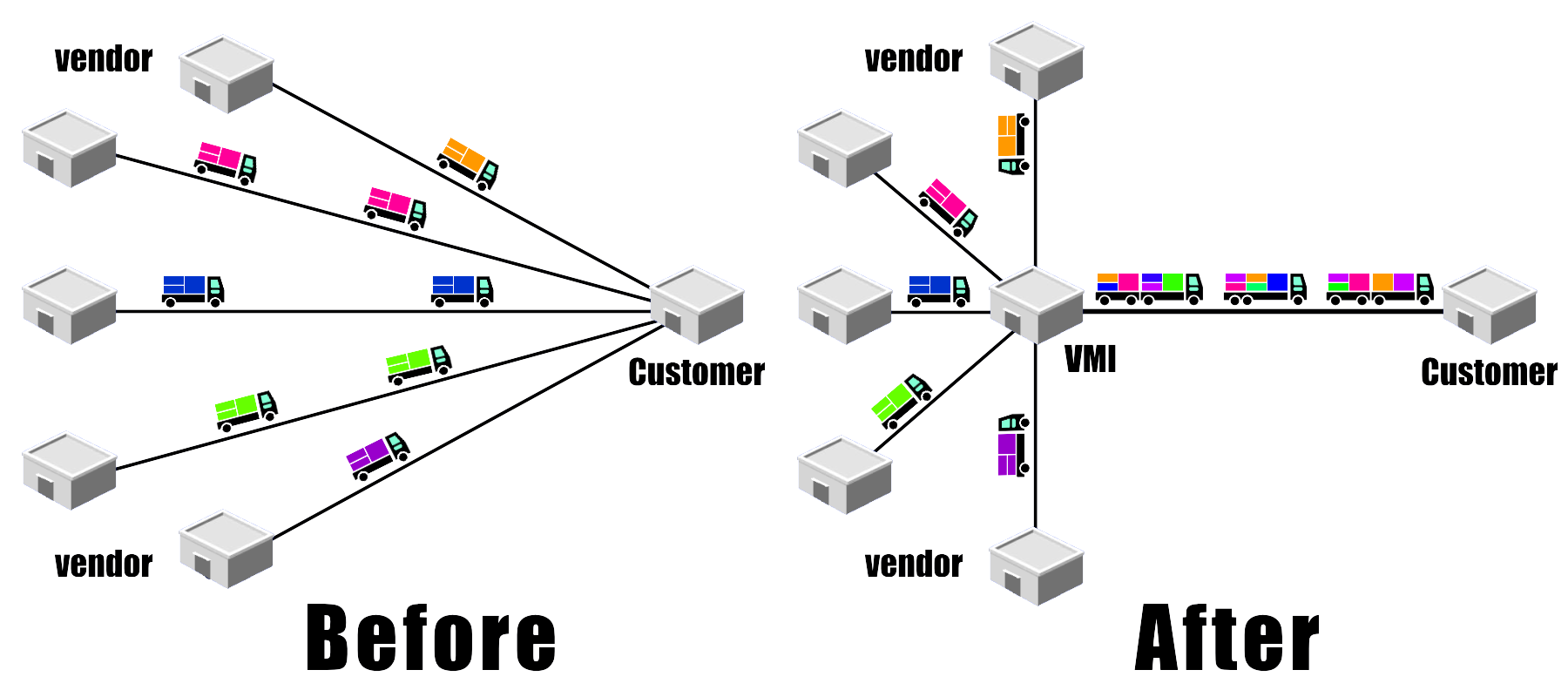
フィジカルインターネットを利用したベンダーの在庫管理（VMI）の例

VMI(Vendor-Managed inventoryの略)とはサプライヤーが顧客との間で事前に取り決めした在庫レベルの範囲内で適切な在庫レベルと在庫ポリシーを決め在庫を補給すること。
小売業でのケースが多く散見される。顧客（カスタマー）は発注をしない代わりに情報をサプライヤーと共有する必要がある。情報とは製品の利用または売上げ記録、現在の在庫量、プロモーションなどのマーケティング活動の予定を含む。
サプライヤーは主には以下3点のメリットがある。まず、顧客の受注行動を考慮する必要がなくなり需要予測が比較的容易になる。結果、不必要な予備在庫を減らすことが可能である。次に、サプライヤーは予想外の短期需要に応えるための追加の生産コストを減らすことができる。3点目はストックアウトの頻度を減らすことが可能で顧客サービスを向上することが可能である。
顧客のメリットには、在庫レベルの減少、ストックアウト頻度の減少が考えられる。また、顧客は製品が使われるか売れるまで在庫に注意を払わないと言われていることからキャッシュ・フローへ改善の効果も期待できる。
VMIの例としては海外ではウォルマートとP&Gのケースが有名である。1985年に始まった提携はP&Gのオンタイムデリバリーと在庫回転率の向上に大きく貢献したといわれている。